# بالگردگاه بیمارستان سینت وینسنت
بالگردگاه بیمارستان سینت وینسنت (به انگلیسی: St. Vincent Hospital Heliport) یک فرودگاه است. این فرودگاه در کشور ایالات متحده آمریکا قرار دارد و در ارتفاع ۱۴۵ متری از سطح دریا واقع شده است.